# Green Wing
Green Wing är en brittisk komediserie i sjukhusmiljö som sändes 2004–2007. Serien skapades av Victoria Pile som även låg bakom Garva här! och flera av skådespelarna medverkade i bägge produktionerna. Serien hade svensk premiär på Kanal 5 i februari 2007.

## Utmärkelser
Green Wing vann BAFTA:s publikpris 2005. Samma år vann Pippa Haywood Guldrosen for "Bästa kvinnliga skådespelare i komediserie" och Tamsin Greig vann RTS Awards för "Bästa skådespelare i komediserie".

## Rollista i urval
| - Tamsin Greig – Caroline Todd - Stephen Mangan – Guy Secretan - Julian Rhind-Tutt – "Mac" Macartney - Karl Theobald – Martin Dear - Pippa Haywood – Joanna Clore - Mark Heap – Alan Statham - Sarah Alexander – Angela Hunter - Sally Bretton – Kim Alabaster | - Oliver Chris – Boyce - Olivia Colman – Harriet Schulenburg - Michelle Gomez – Sue White - Darren Boyd – Jake Leaf - Daisy Haggard – Emmy - Paterson Joseph – Lyndon Jones - Sally Phillips – Holly Hawkes |